# Ben Engdahl
Ben Mikael Engdahl, född 17 september 2003, är en svensk fotbollsspelare som spelar för BK Häcken. 

## Klubblagskarriär
Ben Engdahl är fostrad i IF Brommapojkarna, vilka han inför säsongen 2020 lämnade för Hammarby IF.
Efter att ha huserat i "Bajens" P19-lag under sin debutsäsong fick Engdahl debutera i Allsvenskan den 21 november 2021. I Hammarbys 4-1-seger mot Degerfors IF stod han nämligen för ett inhopp i den 82:a minuten.
Den 10 augusti 2022 värvades Engdahl av danska Nordsjælland, där han skrev på ett femårskontrakt. I augusti 2023 lånades Engdahl ut till Jönköpings Södra IF. I februari 2024 lånades han ut till FC Helsingør.
I augusti 2024 värvades Engdahl av BK Häcken, där han skrev på ett 3,5-årskontrakt. Följande månad lånades Engdahl ut till Utsiktens BK.

## Landslagskarriär
Ben Engdahl har representerat Sveriges U19- och U17-landslag. 
Landslagsdebuten skedde i en 4-0-seger mot Nordirland i Nordisk Pojk den 4 augusti 2019. Engdahl hoppade då in i den 80:e matchminuten och gjorde kort därpå matchens sista mål.
Efter två år utan landslagsspel blev Engdahl uttagen till båda kvalrundorna till U19-EM 2022. Totalt blev det speltid i två matcher när Sverige misslyckades att kvalificera sig för mästerskapet.

## Statistik
| Klubb                     | Säsong             | Liga               | Liga    | Liga | Nationell cup | Nationell cup | Totalt  | Totalt |
| Klubb                     | Säsong             | Division           | Matcher | Mål  | Matcher       | Mål           | Matcher | Mål    |
| ------------------------- | ------------------ | ------------------ | ------- | ---- | ------------- | ------------- | ------- | ------ |
| Hammarby IF               | 2021               | Allsvenskan        | 1       | 0    | 0             | 0             | 1       | 0      |
| Hammarby IF               | 2022               | Allsvenskan        | 0       | 0    | 2             | 0             | 2       | 0      |
| Hammarby IF               | Totalt             | Totalt             | 1       | 0    | 2             | 0             | 3       | 0      |
| Hammarby TFF (lån)        | 2022               | Ettan Norra        | 12      | 0    | 0             | 0             | 12      | 0      |
| Nordsjælland              | 2022/2023          | Superligaen        | 0       | 0    | 2             | 0             | 2       | 0      |
| Jönköpings Södra IF (lån) | 2023               | Superettan         | 12      | 0    | 0             | 0             | 12      | 0      |
| FC Helsingør (lån)        | 2023/2024          | 1. division        | 3       | 0    | 0             | 0             | 3       | 0      |
| BK Häcken                 | 2024               | Allsvenskan        | 0       | 0    | 0             | 0             | 0       | 0      |
| Utsiktens BK (lån)        | 2024               | Superettan         | 3       | 0    | 0             | 0             | 3       | 0      |
| Totalt i karriären        | Totalt i karriären | Totalt i karriären | 31      | 0    | 4             | 0             | 35      | 0      |